# امرسون اوپدیک
امرسون اوپدیک (انگلیسی: Emerson Opdycke; ۷ ژانویهٔ ۱۸۳۰ – ۲۵ آوریل ۱۸۸۴) فرد نظامی اهل ایالات متحده آمریکا بود.